# Epiplema fulvilinea
Epiplema fulvilinea är en fjärilsart som beskrevs av George Francis Hampson. Epiplema fulvilinea ingår i släktet Epiplema och familjen Uraniidae. Inga underarter finns listade i Catalogue of Life.